# Rawbelle River
Rawbelle River är ett vattendrag i Australien. Det ligger i delstaten Queensland, omkring 340 kilometer nordväst om delstatshuvudstaden Brisbane.
Omgivningarna runt Rawbelle River är en mosaik av jordbruksmark och naturlig växtlighet. Trakten runt Rawbelle River är nära nog obefolkad, med mindre än två invånare per kvadratkilometer. Genomsnittlig årsnederbörd är 861 millimeter. Den regnigaste månaden är januari, med i genomsnitt 169 mm nederbörd, och den torraste är augusti, med 19 mm nederbörd.